# Natacha Atlas
Natacha Atlas (* 20. března 1964 Brusel) je zpěvačka pocházející z Belgie. Je známá spojením arabské a severoafrické hudby.
Styl svojí hudby nazvala „modernou ča'abi“ (tzn. novější forma marocké populární hudby). Obsahuje však také mnohé prvky ze stylů jako např. arabeska, drum 'n' bass nebo reggae.

## Kariéra

### Tanec a zpěv
Natacha má arabské i židovské předky, ale sama je muslimkou a o sobě tvrdí, že je „lidským pásmem Gazy“: „Konflikty mezi mou evropskou a arabskou částí pokračují – můj genetický kód ze mě téměř nevyhnutelně udělal nomáda.“ Natacha vyrůstala v marockém sousedství Bruselu, kde se naučila umění raqs sharki (břišní tanec) a poznala ča'abi (moderní marocká populární hudba).
Natacha se naučila několik jazyků: angličtinu, francouzštinu, španělštinu a arabštinu. Ve své hudbě i běžně používá všechny. Poté, co se její rodiče rozvedli, odešla do Northamptonu se svojí matkou a stala se první arabofonní rockovou zpěvačkou.

### Transglobal Undergroud
Později měla dvě práce – na jedné straně břišní tance a na druhé zpěv v belgické hudební skupině hrající salsu. Roku 1991 nahrála skladbu Timbal s Balearic Beat (¡Loca!). Spolupracovala také s Jahem Wobblem, přičemž složila pět skladeb na LP Rising above Bedlam. Díky Nation Records, které nahrály ¡Loca!, se Natacha setkala s Transglobal Underground, kteří nahrávali u stejné společnosti a v té době měli právě Top 40 hit, Templehead. Koncerty s touto kapelou ukončila v roce 2018.

### Současnost
V současnosti vystupuje sólově, ačkoliv spolupracuje s několika dalšími hudebníky. Na novějších albech je patrný příklon k jazzu, který je mimo jiné výsledkem spolupráce s francouzsko-libanonským jazzovým trumpetistou Ibrahimem Maaloufem.

## Diskografie
Vydávala u Nation Records (1993–1997) a Mantra Records (od roku 1998).
- Diaspora (1995)
- Halim (1997)
- Gedida (1999)
- Ayeshteni (2001)

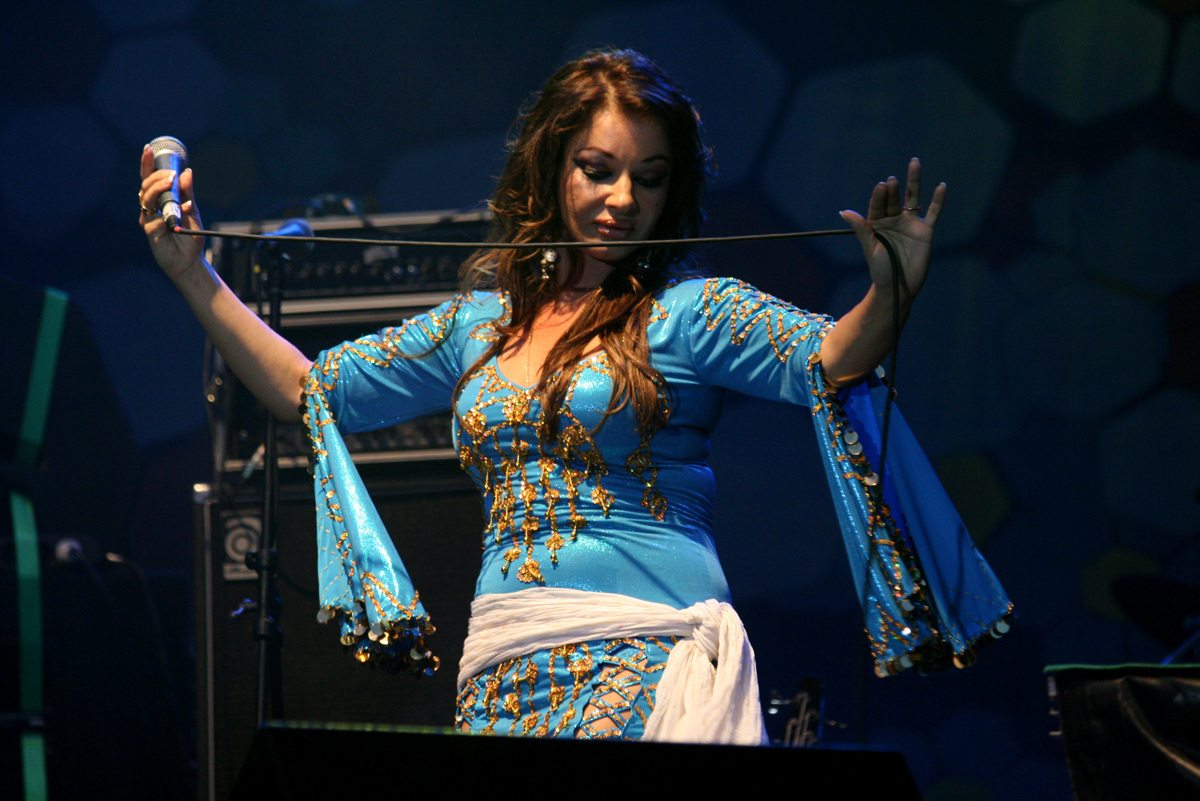
Natacha Atlas na koncertu v Budapešti (2008)

- Natacha Atlas na koncertu v Budapešti (2008)Foretold in the Language of Dreams (2002) – Natacha Atlas / Marc Eagleton Project
- Something Dangerous (2003)
- The Best of Natacha Atlas (2005)
- DVD Natacha Atlas - TGU (2005) – všechny videoklipy, několik živých skladeb a interview
- Mish Maoul (2006)
- Ana Hina (2008)
- Mounqualiba (2010)
- Expressions: Live in Toulouse (2013)[2]
- Myriad Road (2015)
- Strange Days (2019)